# Municipio de Owego (Illinois)
El municipio de Owego (en inglés: Owego Township) es un municipio ubicado en el condado de Livingston en el estado estadounidense de Illinois. En el año 2010 tenía una población de 328 habitantes y una densidad poblacional de 3,51 personas por km².

## Geografía
El municipio de Owego se encuentra ubicado en las coordenadas 40°52′53″N 88°31′12″O / 40.88139, -88.52000. Según la Oficina del Censo de los Estados Unidos, el municipio tiene una superficie total de 93.54 km², de la cual 93,49 km² corresponden a tierra firme y (0,06 %) 0,05 km² es agua.

## Demografía
Según el censo de 2010, había 328 personas residiendo en el municipio de Owego. La densidad de población era de 3,51 hab./km². De los 328 habitantes, el municipio de Owego estaba compuesto por el 98,48 % blancos, el 0,3 % eran afroamericanos y el 1,22 % eran de una mezcla de razas. Del total de la población el 0 % eran hispanos o latinos de cualquier raza.